# Luncani, Bacău
Luncani este un sat în comuna Mărgineni din județul Bacău, Moldova, România.

 Acest articol despre o localitate din județul Bacău este deocamdată un ciot. Puteți ajuta Wikipedia prin completarea lui.